# Марсело Акоста
Марсело Алберто Акоста Хименез (шп. Marcelo Alberto Acosta Jimenez; Сан Салвадор, 11. јул 1996) салвадорски је пливач чија специјалност су трке слободним стилом. Вишеструки је национални првак и рекордер у тркама слободним стилом у великим и малим базенима. 

## Спортска каријера
Акоста је успешно дебитовао на међународној сцени 2014, на Играма Централне Америке и Кариба у Веракрузу, где је освојио по једну златну и сребрну медаљу у тркама на 1.500 и 400 метара слободним стилом. Потом је на Олимпијским играма младих у Нанкингу освојио сребрну медаљу у трци на 400 сободно. У децембру исте године по први пут је наступио на Светском првенству у малим базенима у Дохи. Учествовао је и на Панамеричким играма 2015. у Торонту где је носио заставу своје земље током дефилеа нација на церемонији свечаног отварања игара. У Торонту је Акоста испливао укупно четврто време финала трке на 1.500 метара слободно, што је био и његов најбољи резултат у дотадашњој каријери. 
На светским првенствима у великим базенима је дебитовао у руском Казању 2015, а потом је учествовао и на наредна два првнства, у Будимпешти 2017. (два 14. места у тркама на 800 м и 1.500 слободно) и Квангџуу 2020. (31. место на 400 слободно). 
Акоста је био део олимпијског тима своје земље на ЛОИ 2016. у бразилском Рију, за које се директно квалификовао испливавши олимпијску А норму и тако поставши првим мушким пливачем у историји те земље коме је то пошло за руком. У Рију је учествовао у квалификационим тркама на 200 слободно (59), 400 слободно (22) и 1.500 слободно (22. место). У трци на 1.500 метара слободним стилом испливао је и нови национални рекорд у времену од 15:08,17 минута. 
На светском првенству у малим базенима у Хангџоуу 2018. заузео је 12. и 13. место у квалификацијама трка на 1.500 и 400 метара слободним стилом. Други наступ на Панамеричким играма уписао је у Лими 2019, где је успео да се пласира у финала трка на 400 (4), 800 (5) и 1.500 метара (4. место) слободним стилом.